# Delahaye VLR
La Delahaye VLR était un véhicule tout-terrain à quatre roues motrices produit dans les années 1950 par le constructeur automobile français Delahaye, inspiré par les jeeps américaines Willys MB, qu'il était destiné à remplacer dans l'armée française.

## Histoire
À la fin de la Seconde Guerre mondiale, l’armée française est dans un piteux état et reçoit l’aide des Américains pour se rétablir avec du matériel de surplus. Elle se voit équipée d'un nombre très important de Jeep, dont certaines reconstruites dès 1946 à partir d’épaves récupérées çà et là par l’ERGM (entrepôt de réserve générale du matériel automobile). Mais les considérations nationales vont rapidement prendre le dessus et les responsables politiques français imposent que l'armée soit équipée de véhicules construits sur le territoire français. Malgré l’état de l’outil de production automobile, un ambitieux programme de fourniture de véhicules militaires est lancé.
Ce programme comprend, entre autres, la conception d’un petit 4 × 4 de 1,2 tonne afin de remplacer rapidement les Jeep américaines, appelé Jeep VLR. L'acronyme VLR signifie Véhicule Léger de Reconnaissance. Le nom « VLRD » Véhicule Léger de Reconnaissance Delahaye » a été parfois utilisé pour désigner le modèle.
Il n’y a pas de mise en concurrence, sans doute à cause des circonstances économiques, le pays entamant sa reconstruction. Le projet est confié au constructeur français Delahaye. 
Delahaye était un constructeur automobile français réputé pour ses voitures de luxe et que les circonstances de la guerre ont conduit à produire des véhicules industriels pour participer à l'effort de guerre demandé par la nation. Au lendemain de la guerre, la production d'un véhicule militaire aurait pu constituer un nouveau débouché pour l'entreprise au bord de la faillite, le marché des voitures de luxe étant devenu inexistant en France en raison à la fois de l'économie d'après-guerre, de la politique fiscale du gouvernement, et du Plan Pons, le grand plan de réorganisation et de relance de la production automobile en France. 
La Jeep VLR a joué un rôle essentiel dans le maintien en vie de l'entreprise. Le seul modèle automobile d'après-guerre en production dans les ateliers de la société, la Delahaye 175, avait essuyé un échec désastreux avec seulement 521 exemplaires produits entre 1947 et 1950, de sorte que la commande militaire obtenue pour le VLR était plus que bienvenue.
Les équipes de Delahaye débutent immédiatement le développement d’une nouvelle Jeep. Le premier prototype est prêt en 1948 et présenté sous le nom « Delta », il est équipé à l’origine d’un moteur Renault, avant de prendre un quatre cylindres culbuté en alliage d’aluminium. Avec celui-ci, Delahaye souhaitait viser à la fois les marchés militaires et le marché agricole, puisque l'on pensait à cette époque que les petits 4 × 4, à l'image du Land Rover ou de l'Unimog, pourraient remplacer les tracteurs agricoles. Le prototype Delta est inspecté par l’armée française puis testé en 1949 et 1950.
Le véhicule est équipé d'un moteur à quatre cylindres à refroidissement par eau en métal léger de 1,992 cm3 développant 63 ch alimenté par un filtre à air à bain d’huile. La boîte de vitesses dispose de quatre rapports, et d’un réducteur qui permet huit combinaisons de vitesses. Le VLR est capable de rouler à 110 km/h, peut franchir des rampes de 60 à 70 % et peut passer des gués de 60 centimètres. Il peut transporter 400 kg de charge utile ou quatre personnes et pèse 1 460 kg à vide .
Après une longue gestation, le modèle est présenté durant l'été 1950. Au cours de l'automne, l'armée française le teste intensivement et se déclare impressionnée par ses performances sur route et hors-route. Avec seulement de très légères modifications, le VLR reçoit son homologation militaire et l'armée française passe une première commande de plus de 4 000 exemplaires. 
L’armée française reçoit ses premiers exemplaires en 1951. Mais le mécaniquement sophistiqué VLR, qui demandait un entretien minutieux et donc coûteux, est rapidement confrontée à la réalité des casernes militaires, où les véhicules étaient maltraités par les soldats. Très souvent, les VLR devaient être dépannés à cause du blocage du différentiel. L’armée française modifie l’ensemble des VLR « 1951 » afin de les équiper d’un différentiel plus fiable. Dans le même temps, Delahaye prend en compte les dysfonctionnements et incidents rencontrés et tente d'y apporter une réponse avec le millésime 1953 qui bénéficie d'un nouveau système de liaison et commandes du différentiel.
Mais ces modifications s'avèrent insuffisantes, le mal est fait, l’armée a perdu confiance dans le modèle qui a acquis une réputation de fragilité et de manque de fiabilité.
Delahaye sait qu’il faudrait refondre le VLR pour mettre un terme à ses déboires mécaniques. Malgré une situation financière des plus délicates, l'entreprise lance l’étude d’un nouveau véhicule, le « COB », sans appel d'offres, que Delahaye fait tester par l’armée mais que celle-ci écarte. Elle ne veut plus de véhicules sophistiqués. 
Delahaye se déclare en faillite en mars 1954, date à laquelle la production du VLR est arrêtée. Mais les véhicules en stock seront livrés jusqu'en 1956. 
Le remplacement du VLR est décidé à l'été 1954, les commandes en cours du VLR sont annulées. L'armée choisit de revenir à un véhicule plus simple et plus robuste. C’est finalement la Jeep américaine qui remplacera la Delahaye VLR, assemblée en France par Hotchkiss sous licence américaine et rebaptisée Hotchkiss M201. 
Delahaye est racheté par Hotchkiss en 1955 qui utilisera ses ateliers pour produire ses Jeep.
Presque tous les VLR produits entre 1951 et 1955 auront été livrées à l'armée française et vendus au prix exigé par Delahaye, soit 9 326 unités.

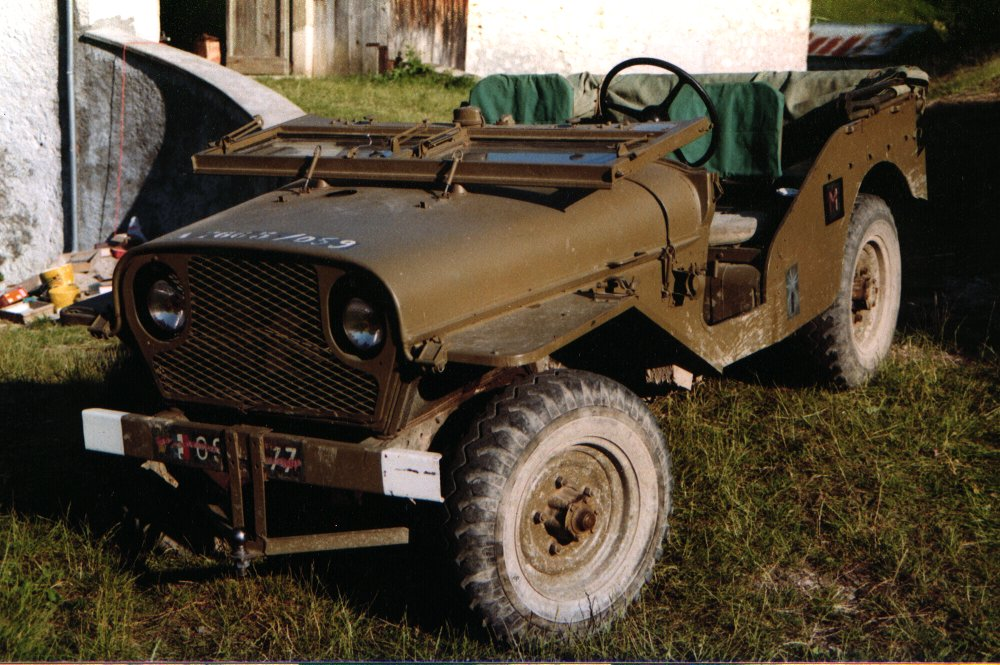
Un Delahaye VLR (ex) militaire encore en marche racheté par un agriculteur

Delahaye avait été encouragé à proposer une version civile du VLR. Les modèles militaires et civils étaient très difficiles à distinguer. Seule la tension du circuit électrique, 24 volts sur les modèles militaires alors que la règlementation imposait 12 V sur les véhicules civils, pouvait les différencier. Mais le prix du VLR civil qui dépassait le million et demi de francs était beaucoup trop élevé et sa complexité mécanique en faisait un véhicule peu attrayant et coûteux à l'entretien. Nombre de Jeep d'occasion étaient par ailleurs disponibles sur le marché, au tiers ou au quart d'un VLR neuf. De nombreux VLR civils ont d'ailleurs été reconditionnés pour l'armée.
Au total, 9 623 VLR ont été fabriqués. Quelques rares exemplaires existent encore dans des musées.
Fruit d'une volonté politique de fabriquer un produit français, le projet s'est avéré être un échec coûteux, dont l'armée retiendra les leçons au moment de remplacer ses Jeep au tournant des années 1980.